# Шонай (Павлодарская область)
Шонай (каз. Шонай, до 14.12.2007 — Лесхоз) — село в Баянаульском районе Павлодарской области Казахстана. Входит в состав Баянаульского сельского округа. Расположено на территории Баянаульского лесничества в 2 км к востоку от села Баянаул. Код КАТО — 553630400.

## Население
По данным 1999 года, в селе не было постоянного населения. По данным переписи 2009 года, в селе проживало 178 человек (80 мужчин и 98 женщин).